# یورگن فروریپ
یورگن فروریپ (آلمانی: Jürgen Frohriep؛ ‏ ۲۸ آوریل ۱۹۲۸ – ۱۳ ژوئیهٔ ۱۹۹۳) صداپیشه و بازیگر اهل آلمان بود. وی دوبلور آلمانی چارلتون هستون در فیلم آنتونیوس و کلئوپاترا بود.
از فیلم‌ها یا برنامه‌های تلویزیونی که وی در آن نقش داشته‌است، می‌توان به تماس با پلیس ۱۱۰ و ستاره‌ها اشاره کرد.